# Schewtschenkowe (Ismajil)
Schewtschenkowe (ukrainisch Шевче́нкове [ˈʃɛu̯tʃenkowe] ⓘ, Shevchenkove) ist ein Dorf im Rajon Ismajil der Oblast Odessa in der Ukraine. Es gehört zur städtischen Stadtgemeinde Kilija. Gemeinsam mit dem Dorf Pomasany (Помазани) bildet es den Schewtschenkowe Starostyn Bezirk Nr. 1. Laut der Volkszählung von 2001 lebten im Dorf 5.625 Einwohner, die Fläche beträgt 6,37 km² (landwirtschaftlich genutzte Fläche 98,68 km²) und nach beiden Indikatoren ist es das größte Dorf im Bezirk.
Das Dorf wurde 1790 als sloboda Karamahmet des Osmanischen Reiches (ukr. Карамахмет oder Карамахмед) gegründet. Am 14. November 1945 wurde es zu Ehren des Kobzar-Dichters Taras Schewtschenko in Schewtschenkowe umbenannt.

## Geographie
Schewtschenkowe liegt 63 km vom Rajonzentrum und 28 km vom Bahnhof Dzynilor (Дзинілор) entfernt. Das Zentrum der Stadtgemeinde Kilija liegt 12 km südwestlich und das Oblastzentrum Odessa liegt etwa 180 km nordöstlich des Dorfes. Die Siedlung liegt an der Kreuzung der Territorialstraße T-16-30 und O-161016.
Eine große Gruppe von Wassermassen in den Becken der Donau und des nördlichen Schwarzes Meer konzentriert sich in einem Umkreis von 30 km (Kytaj-See (ukr. Китай) im Westen, Sassyksee im Osten).

## Galerie

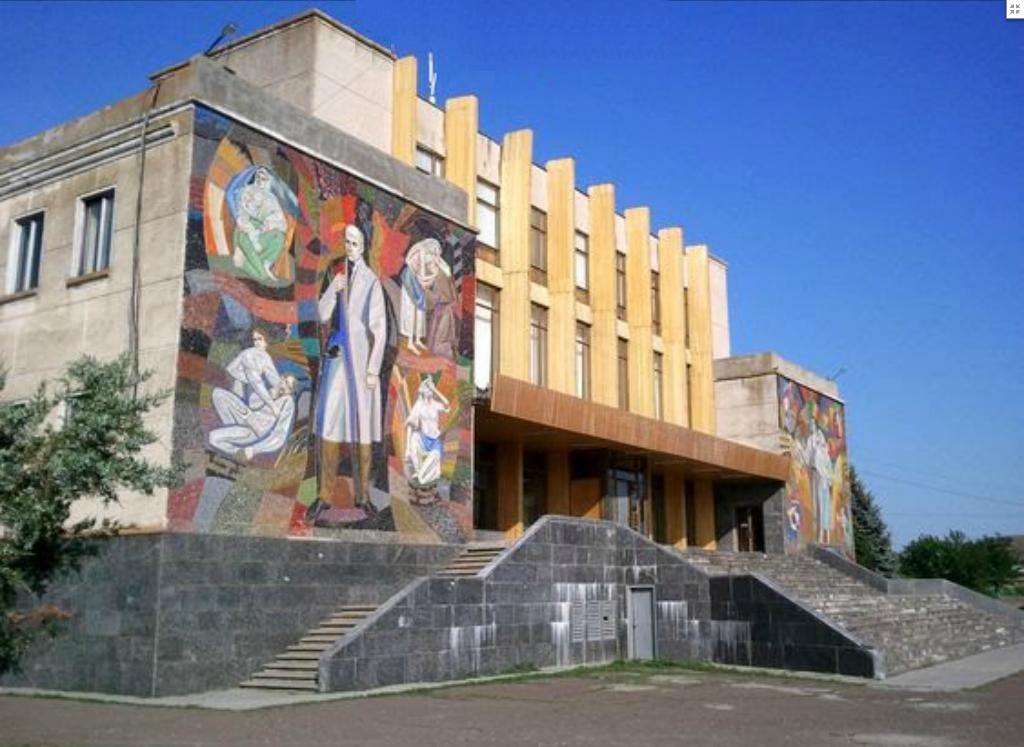
Kulturpalast
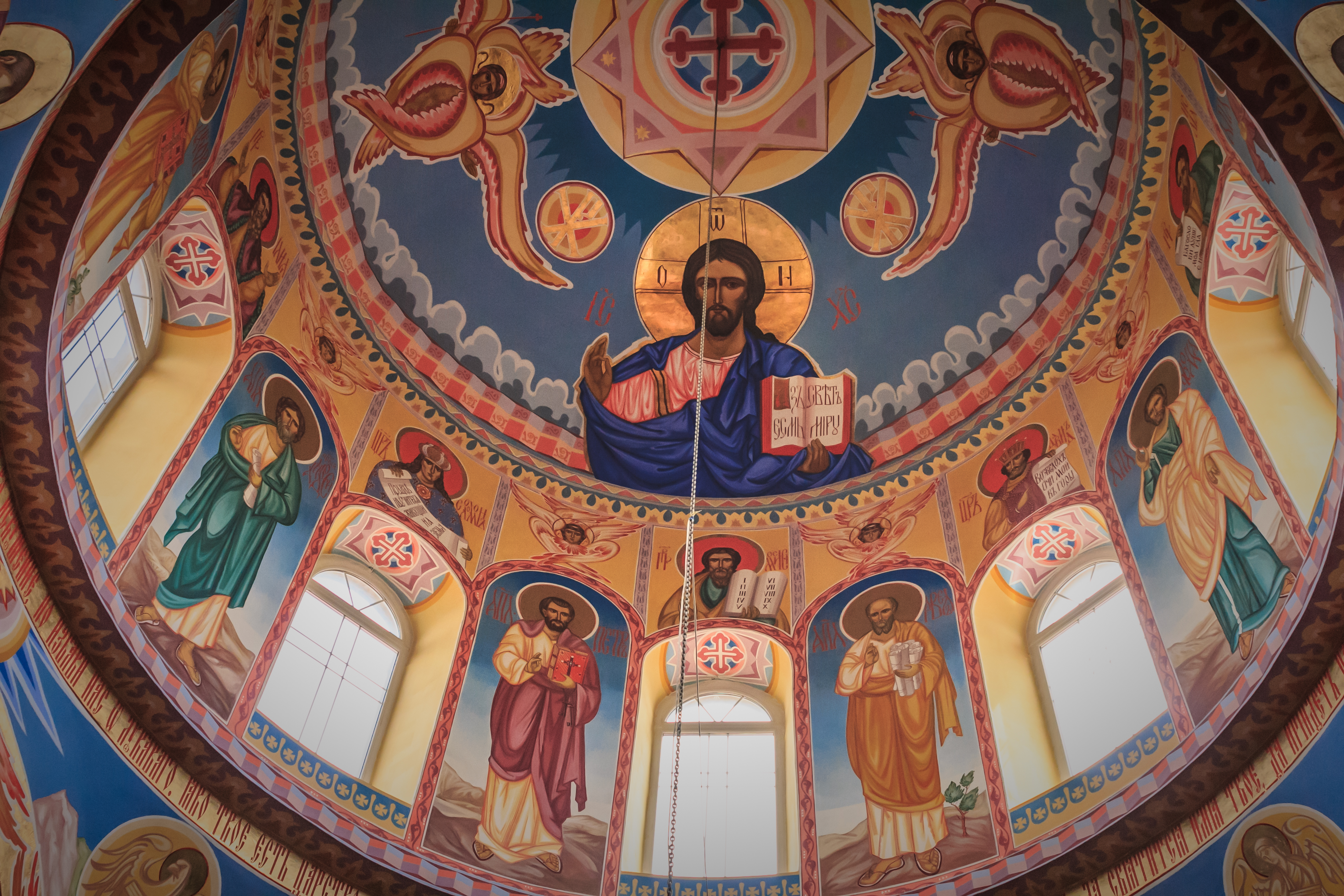
Die Kuppel der St.-Johannes-Kirche (seit 2023 — Orthodoxe Kirche der Ukraine)
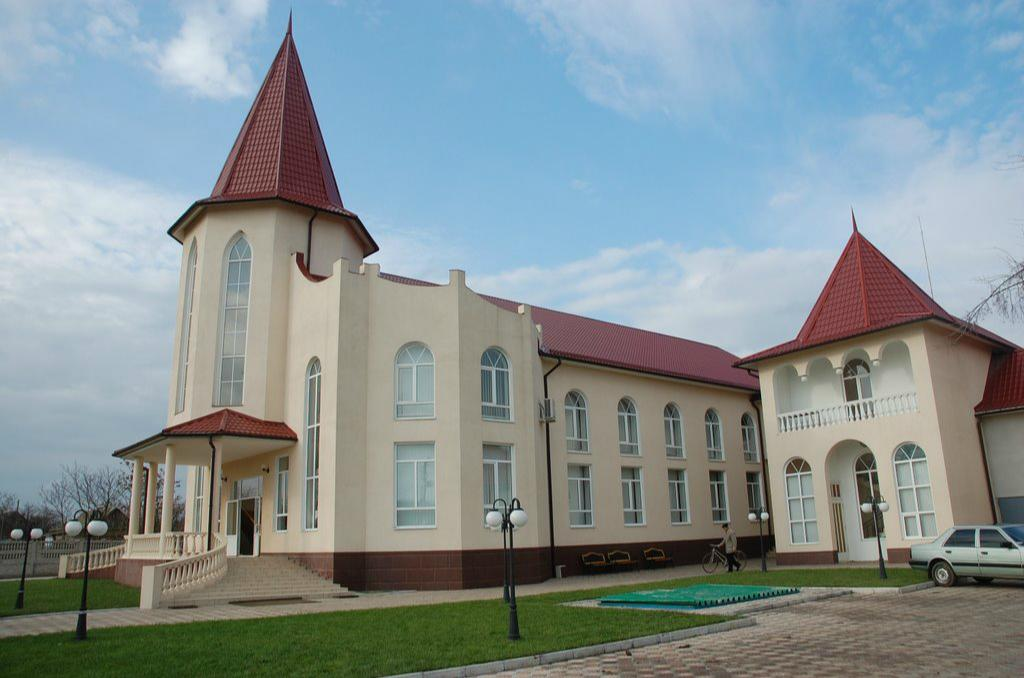
Fassade der Baptistenkirche, auch Haus des Evangeliums genannt

## Geschichte
Im Jahr 1776 entstand neben dem Anwesen des Generals der osmanischen Armee, Kara Mahmet (osmanisch Kara Mehmet, bedeutet wörtlich «Schwarzer Mehmet»), am Ufer des Flusses Techia die erste ukrainische Siedlung, die von Kosakenfamilien aus dem Saporoger Sitsch gegründet wurde. Am 12. Apriljul. / 23. April 1790greg. wurde die Siedlung in sloboda umgewandelt. Im Jahr 1812 wurde es nach dem Vertrag von Bukarest Teil der Oblast Bessarabien des Russischen Kaiserreichs. Am 27. Septemberjul. / 9. Oktober 1848greg. wurde die Kirche zu Ehren des heiligen Apostels und Evangelisten Johannes geweiht. Im Jahr 1856 wurde das Dorf gemäß den Ergebnissen des Pariser Friedens Teil der Staaten, die unter der Suzeränität des Osmanischen Reiches standen: Fürstentum Moldau (1856–1859), Vereinigte Fürstentümer der Walachei und Moldau (1859–1862), Rumänische Vereinigte Fürstentümer (1862–1866), Fürstentum Rumänien (1866–1878). Sloboda wurde zu einem Dorf und für die Einwohner wurden Arbeitspflichten und Steuern eingeführt. Im Jahr 1878 kehrte das Dorf gemäß dem Berliner Vertrag zum Gouvernement Bessarabien des Russischen Kaiserreichs zurück und das Fürstentum Rumänien erlangte seine Unabhängigkeit. Im Jahr 1917, nach dem derfall der Russisches Kaiserreich, wurde das Dorf Teil der selbsternannten Moldauische Demokratische Republik, die im ehemaligen Gouvernement Bessarabien gegründet wurde. Im Jahr 1918 führte das Königreich Rumänien rumänische Truppen in das Gouvernement Bessarabien (einschließlich des Dorfes) ein und es wurde beschlossen, Bessarabien dem Königreich Rumänien anzuschließen. Im Jahr 1940 annektierte die Sowjetunion Bessarabien gemäß dem Molotow-Ribbentrop-Pakt der Sowjetunion und das Dorf gehörte zur Ukrainischen SSR. 1941 nach Beginn der Operation Barbarossa, wird das Dorf vom Königreich Rumänien besetzt. 1944 während der zweiten Jassy-Kischinjow-Offensive, befreite die Sowjetarmee das Dorf von den Rumänen und 1946 wurde es in Schewtschenkowe umbenannt. Seit dem 24. August 1991, nach der Auflösung der Sowjetunion, wurde das Dorf Teil der Ukraine.
Am 12. Februar 2018 wurde das Dorf ein Teil der Stadtgemeinde Kilija (Кілійська міська територіальна громада/Städtische Territorial Gemeinschaft Kiliya); bis dahin bildete es zusammen mit dem Dorf Pomasany (Помазани) die Landratsgemeinde Schewtschenkowe (Шевченківська сільська рада/Schewtschenkiwska silska rada) im Zentrum des Rajons Kilija. Seit dem 17. Juli 2020 ist es nach der Auflösung des Rajons Kilija ein Teil des Rajons Ismajil.

## Bevölkerung
Verteilung der Bevölkerung nach Muttersprache
Laut der Volkszählung von 2001 war die Mehrheit der Bevölkerung von Schewtschenkowe ukrainischsprachig (96,85%).